# Doissat
Doissat (okzitanisch Doissac) ist ein Ort und eine aus mehreren Weilern (hameaux) und Einzelgehöften bestehende Gemeinde mit 101 Einwohnern (Stand: 1. Januar 2022) im Osten des südfranzösischen Départements Dordogne in der Region Nouvelle-Aquitaine.

## Lage
Doissat liegt gut 31 km (Fahrtstrecke) südwestlich der Stadt Sarlat-la-Canéda bzw. gut 70 km südöstlich von Périgueux in einer Höhe von ca. 240 m ü. d. M. Das Klima ist gemäßigt und wird gleichermaßen vom Atlantik wie von den Bergen des Zentralmassivs beeinflusst; Regen fällt verteilt übers ganze Jahr.

## Bevölkerungsentwicklung
| Jahr      | 1800 | 1851 | 1901 | 1954 | 1999 | 2017 |
| Einwohner | 530  | 640  | 404  | 174  | 127  | 105  |

Der kontinuierliche Bevölkerungsrückgang in der ersten Hälfte des 20. Jahrhunderts ist im Wesentlichen auf die Reblauskrise im Weinbau und die zunehmende Mechanisierung der Landwirtschaft sowie den jeweils damit einhergehenden Verlust an Arbeitsplätzen zurückzuführen.

## Wirtschaft
Die Bewohner der Gemeinde lebten jahrhundertelang als Selbstversorger von den Erträgen ihrer Felder und Gärten; daneben wurden auch Viehzucht, ein wenig Weinbau und die Anpflanzung von Esskastanien und Nussbäumen betrieben. Im Ort selbst siedelten auch Handwerker, Kleinhändler und Dienstleister. Seit den 1960er Jahren werden einige der leerstehenden Häuser als Ferienwohnungen (gîtes) genutzt.

## Geschichte
Auf dem Gemeindegebiet wurde Funde aus gallorömischer Zeit ausgegraben. 
Zerstörungen während des Hundertjährigen Krieges (1337–1453) sind wahrscheinlich, aber nicht nachgewiesen. Im Verlauf der Hugenottenkriege (1562–1598) wurde die Burg, die dem Hugenottenführer Geoffroy de Vivans gehörte, teilweise zerstört. Danach wiederaufgebaut, fiel sie im Verlauf der Französischen Revolution erneut dem gleichen Schicksal anheim.

## Sehenswürdigkeiten
- Die im Jahr 1869 eingeweihte Pfarrkirche Saint-Hilaire ist dem hl. Hilarius von Poitiers geweiht. Sie beherbergt eine Gemäldekopie des 19. Jahrhunderts nach Raffael (Der Erzengel Michael wirft den Drachen nieder).
- Von der ehemaligen Burg bzw. dem wiederaufgebauten Schloss (château) sind nur geringe Reste erhalten.